# Magyar grófi családok listája
Magyar grófi családok listája A-tól Z-ig.

## A, Á
- Aichelburg (rothenthurmi és graiffensteini) – (Aichelburg Ferenc gróf; V. Ferdinánd magyar királytól magyar indigenátust nyert, 1843. augusztus 31.)[1]
- Aichpichl – † (Aichpichl Károly Teofil báró magyar indigenátust nyert; I. Lipót magyar királytól, 1687:XXIX. t.-cz.); (Aichpichl Károly Teofil báró; I. Lipót magyar királytól magyar grófi címet nyert, 1705. január 31.)[2]
- Almásy (zsadányi és törökszentmiklósi, sarkadi) – (Almássy Ignác, vezérőrnagy, magyar grófi címet nyert; Mária Terézia magyar királynőtől, 1771. november 8.)[3] (Almásy Pál, kamarás, magyar testőr, magyar grófi címet nyert; I. Ferenc József magyar királytól, 1910. november 22.);[4] (Almásy Pál, testőr, százados; I. Ferenc József magyar királytól magyar grófi címet nyert, 1913. október 30.)[5]
- Althann (goldburgi és murstetteni) – (Althann Kristóf, Eusták és Farkas bárók; Rudolf magyar királytól magyar indigenátust nyertek, 1578. szeptember 8.); (Rudolf magyar királytól osztrák örökös grófi címet nyertek, 1610. július 18.)[6]
- Amádé (várkonyi) – (Amadé Tádé, kamarás; II. József magyar királytól magyar grófi címet nyert, 1782. január 25.)[7]
- Amicis-Brankovics (jajcai) – (Amicis Ferenc és Amicis Hugó grófok részére átíratik a Brankovich de Jaicza Pál, Antal és Jakab részére 1688. október 23. kiállított grófi diploma; Mária Terézia magyar királynőtől, 1746. december 2.)[8]
- Ambrózy (sédeni és remetei) – (Ambrózy István, Ambrózy Lajos, követségi tanácsos, Ambrózy Gyula nagybirtokos; I. Ferenc József magyar királytól magyar grófi címet nyertek, 1913. augusztus 15.)[9]
- Ambrózy-Migazzi (sédeni és remetei, walli és sonnenthurmi) – (Ambrózy István, gróf 1918. március 22-én engedélyt nyert nevének és előnevének a fiágon kihalt Migazzi család nevével és előnevével való egyesítésére.)[10]
- Andrássy (csíkszentkirályi és krasznahorkai) – (Andrássy István; Mária Terézia magyar királynőtől magyar grófi címet nyert, 1766. szeptember 17.);[11] (Andrássy Károly, tábornok; Mária Terézia magyar királynőtől, 1779. december 17.)[12]
- Apor (altorjai) – † (Apor István, báró; I. Lipót magyar királytól magyar grófi címet nyert, 1696. február 23.)[13]
- Apponyi (nagyapponyi) – (Apponyi Lázár; III. Károly magyar királytól magyar grófi címet nyert, 1739. május 30.);[14] (Apponyi József, kamarás, magyar grófi címet nyert; I. Ferenc magyar királytól, 1808. április 8.)[15]
- Arco – (Arco Pyrrhus, bajor gróf; I. Ferdinánd magyar királytól magyar indigenátust nyert, 1559. február 13.)[16]
- Aspremont (lindeni) – † (Aspremont Ferdinánd gróf; I. Lipót magyar királytól magyar indigenátust nyert, 1694. november 29.)[17]
- Attems – (Attems Károly gróf, görci érsek; Mária Terézia magyar királynőtől magyar indigenátust nyert, 1754. november 26.); (Attems Ferdinánd gróf, magyar indigenátust nyert; I. Ferenc magyar királytól, 1805. március 29.)[18]
- Auersperg (gottscheei és welsi) – (Auersperg Herbart, magyar indigenátust nyert; 1649); Auersperg Dismas gróf, magyar indigenátust nyert; III. Károly magyar királytól, 1719. március 5.); (Auersperg József gróf; Mária Terézia magyar királynőtől magyar indigenátust nyert, 1771. február 6.)[19]

## B
- Baillet (latouri) – (Baillet de Latour Ferenc gróf; I. Ferenc magyar királytól magyar indigenátust nyert, 1830. augusztus 4.)[20]
- Balassa (gyarmati és kékkői) – (Balassa Bálint, aranysarkantyús vitéz, Hont vármegye főispánja; I. Lipót magyar királytól magyar grófi címet nyert, 1664. december 19.)[21]
- Balogh (galántai) – (Balogh László, a Helytartótanács tanácsosa, országos levéltárnok, a Szent István Rend lovagja; Mária Terézia magyar királynőtől magyar grófi címet nyert, 1773. június 7.)[22]
- Bánffy család (alsó-lendvai) † – (Bánffy Kristóf, Bánffy István, Bánffy János; II. Ferdinánd magyar királytól magyar grófi címet nyert, 1622. június 22.)[23]
- Bánffy (losonci) – (Bánffy György; I. Lipót magyar királytól magyar grófi címet nyert, 1696. február 23.); (Bánffy Miklós királyi főpohárnokmester; I. Ferenc József magyar királytól, 1855. május 20-án osztrák grófi címert nyert, 1880. augusztus 10-én magyar grófi méltóságot kapta.[24]
- Barkóczy (szalai és tavarnai) – (Barkóczy Ferenc, aranysarkantyús vitéz, Zemplén vármegye főispánja; I. Lipót magyar királytól magyar grófi címet nyert, 1687. december 8.)[25]
- Batthyány (németújvári) – (Batthyány Ádám; II. Ferdinánd magyar királytól magyar grófi címet nyert, 1630. augusztus 16.)[26]
- Beckers (wederstetteni) – (Beckers József, báró, tábornok, 1790. szeptember 24.)
- Bedik (patai) – (Bedik Péter, perzsa követ; I. Lipót magyar királytól magyar grófi címet nyert, 1684. január 14.) [27]
- Béldi (uzoni) – (Béldi József, Fogarasvidéki főkapitány és felesége, báró Száva Judittól született gyermekei: Béldi Kelemen, Béldi Vince és Béldi Klára; Mária Terézia magyar királynőtől magyar grófi címet nyert, 1770. október 15.)[28]
- Beleznay (beleznai és pilisi) – (Beleznay Sámuel; I. Ferenc magyar királytól magyar grófi címet nyert, 1805. október 25.)[29]
- Bellegarde – (Bellegarde Henrik savolyai gróf; I. Ferenc magyar királytól magyar indigenátust nyert, 1831. február 22.)[30]
- Benyovszky (benyói és urbanói) – (Benyovszky Móric, francia tábornok, a Szent Lajos Rend lovagja, Madagaszkár kormányzója; Mária Terézia magyar királynőtől magyar grófi címet nyert, 1778. április 3.);[31] (Benyovszky Emmánuel; I. Ferenc magyar királytól, 1792. november 22.)[32]
- Beőthy (bessenyői és örvendi) – (Beőthy Imre 1794-ben bajor grófi címet szerzett; ez az ág azonban 1836. március 18-án Sopronban kihalt.[33][34]
- Berchtold (ungarschitzi, frattingi és pullitzi) – (Berchtold Antal, Berchtold Ferenc és Berchtold József grófok; Mária Terézia magyar királynőtől magyar indigenátust nyertek, 1751. október 1.)[35]
- Bercsényi (székesi) – (Bercsényi Miklós; I. Lipót magyar királytól magyar grófi címet nyert, 1689. június 24.)[36]
- Berényi (karancsberényi) – (Berényi György, Királyi Tábla esküdtje; III. Károly magyar királytól magyar grófi címet nyert, 1720. április 1.)[37]
- Bethlen (bethleni) – (Bethlen Sámuel; I. Lipót magyar királytól magyar grófi címet nyert, 1696. július 19.)[38]
- Bethlen (iktári) – (Bethlen István, Hunyad, Máramaros vármegye főispánja; II. Ferdinánd magyar királytól magyar grófi címet nyert, 1623. április 14.)[39]
- Bigot (de Saint Quentin) (Bigot Ferenc gróf; V. Ferdinánd magyar királytól magyar indigenátust nyert, 1848. április 13.)[40]
- Bissingen-Nippenburg – (Bissingen-Nippenburg Ernő gróf; I. Ferenc magyar királytól magyar indigenátust nyert, 1812. augusztus 28.);[41] (Bissingen-Nippenburg Ferdinánd gróf; I. Ferenc magyar királytól magyar indigenátust nyert, 1826. október 27.); (Bissingen-Nippenburg Vencel gróf, magyar indigenátust nyert; I. Ferenc magyar királytól, 1827. szeptember 14. )[42]
- Blagay Orsini – (Blagay Orsini Ferenc gróf; címerbővitésben részesült, 1571. november 7.)[43]
- Bolza – (Bolza Péter báró, felesége gróf Stockhammern Antónia és gyermekei: Bolza József, Bolza Antal, Bolza Péter, Bolza Ignác és Bolza Antónia; I. Ferenc magyar királytól magyar indigenátust nyert, 1791. április 28.); (Bolza Péter báró, és gyermekei; I. Ferenc magyar királytól magyar grófi címet nyert, 1808. július 18.)[44]
- Bombelles – (Bombelles Márk Henrik, Bombelles Károly Albert Mária, opekai birtokosok; I. Ferenc József magyar királytól magyar grófi címet nyert, 1880. december 12.)[45]
- Bonninghausen – (Bönninghausen Móric Boldizsár gróf; I. Lipót magyar királytól magyar indigenátust nyert, 1678. szeptember 19.)[46]
- Bossányi (nagybossányi és nagyugróci) – (Bossányi Imre, királyi tanácsos, Hétszemélyes Tábla esküdtje; Mária Terézia magyar királynőtől magyar grófi címet nyert, 1774. december 12.)[47]
- Braida (ronseccói és corniglianói) – (magyar indigenátust nyert; 1809. április 1.)[48]
- Brankovich (podgoricai) – (Brankovich György; I. Lipót magyar királytól magyar grófi címet nyert, 1688. szeptember 20.)[49]
- Brigido(brezovici és marensfeldi) – † (Brigido gróf; II. József magyar királytól magyar indigenátust nyert, 1787. augusztus 21. és 1827. december 28.)[50]
- Brivius (broklesi) – (Brivius, gróf; III. Károly magyar királytól magyar indigenátust nyert, 1708. augusztus 15.)[51]
- Broun (de Camus) – (Broun Ulysses gróf,; Mária Terézia magyar királynőtől magyar indigenátust nyert, 1752. július 21.)[52]
- Brunszvik (korompai) – (Brunszvik Antal, kancelláriai tanácsos, a Szent István Rend lovagja, aranysarkantyús vitéz; Mária Terézia magyar királynőtől magyar grófi címet nyert, 1775. október 7.);[53] (Brunszvik József, királyi tanácsos, Hétszemélyes Tábla esküdtje; II. Lipót magyar királytól, 1790. november 18.)[54]
- Bubna (warlichi és littitzi) – (Henrik, János, Kuno és Jarosláv gróf; II. Ferdinánd magyar királytól (Bohémia királyaként) magyar indigenátust nyert, 1644. július 18.) – Bubna Károly gróf, őrnagy, 1840-ben szerzett magyar nemességet (indigenátust)[55]
- Buccellini – † (Buccellini Frigyes gróf; I. Lipót magyar királytól magyar indigenátust nyert, 1687. évi 28. t.-czik)[56]
- Burián (rajeci) – (Burián István, rendkívüli követ, meghatalmazott miniszter; I. Ferenc József magyar királytól magyar grófi címet nyert, 1918. május 9.)[57]
- Buttler (párdányi) – (Buttler János Lajos; III. Károly magyar királytól magyar grófi címet nyert, 1712. június 18.)[58]

## C, Cs
- Caplir (sulevici) – † (Caplir gróf; I. Lipót magyar királytól magyar indigenátust nyert, 1681. (82. t.-cz.)[59]
- Caprara (siklósi) – (Caprara Aeneas, gróf, táborszernagy; I. Lipót magyar királytól magyar indigenátust nyert, 1695. július 19.)[60]
- Carafa (stiglianói) – (Carafa Károly gróf; III. Károly magyar királytól magyar indigenátust nyert, 1704. április 22.)[61]
- Cardona – (Cardona József gróf; III. Károly magyar királytól magyar indigenátust nyert, 1715. (132. t.-cz.)[62]
- Carpi – (Carpi György, gróf; Mária Terézia magyar királynőtól magyar indigenátust nyert, 1741. (67. t.-cz.)[63]
- Castiglioni – † (Castiglioni Endemius; Mária Terézia magyar királynőtól magyar indigenátust nyert, 1752. január 19.)[64]
- Cavriani – (Cavriani Frigyes gróf; I. Lipót magyar királytól magyar indigenátust nyert, 1659.)[65]
- Cebrián – (Cebrián Antal, gróf; I. Ferenc magyar királytól magyar indigenátust nyert, 1820. július 21.)[66]
- Cebrovszky (ekerspergi) – (Cebrouszky János Fülöp gróf; III. Károly magyar királytól magyar indigenátust nyert, 1719. február 7.)[67]
- Chamaré-Harbuval – † (Chamaré-Harbuval János, cseh gróf; Mária Terézia magyar királynőtól magyar indigenátust nyert, 1776. február 9.)[68]
- Chotek (chotkowai és wognini) – (Chotek János gróf, neje, Clary-Aldringen Mária grófnő és három fiúgyermeke, magyar indigenátust nyertek; 1766. október 31. [69]
- Cikulini (szomszédvári és stubicai) – (Chikuliny János Ferenc; I. József magyar királytól magyar grófi címet nyert, 1706. augusztus 20.)[70]
- Clerfait (Clerfayt) – † (Clerfait Károly gróf; I. Ferenc magyar királytól magyar indigenátust nyert, 1791. (72. t.-cz.)[71]
- Cobenzl – (Cobenzl János gróf; III. Károly magyar királytól magyar indigenátust nyert, 1725. március 1.)[72]
- Collalto – † (Collalto Klaudius és Collalto Antal grófkt; I. Lipót magyar királytól magyar indigenátust nyert, 1659. (132 t.-cz.)[73]
- Colloredo-Waldsee – (Colloredo-Waldsee Ferenc gróf, neje Würben Eleonóra grófnő és gyermekei, illetőleg Colloredo-Waldsee József gróf neje, Serényi Franciska és gyermekei; I. Ferenc magyar királytól magyar indigenátust nyertek, 1792. június 26.).[74][75]
- Coreth (coredoi és starkenbergi) – (Coreth József gróf olmüci kanonok; I. Ferenc magyar királytól magyar indigenátust nyert, 1803. augusztus 12.)[76]
- Csáky (körösszegi és adorjáni) – (A család grófi cím megszerzése dátuma ismeretlen; erre nézve hiteles adat nincs. Állítólag 1560, egy másik ága pedig 1655. Átíratott: Mária Terézia magyar királynőtól magyar grófi címet nyert, 1778. március 27.)[77]
- Csekonics (zsombolyai és janovai) – (Csekonics János; I. Ferenc József magyar királytól magyar grófi címet nyert, 1864. december 9.)[78]
- Csernovics (mácsai és kisoroszi) † – (Chernovics Lázár; I. Ferenc magyar királytól magyar grófi címet nyert, 1793. március 7.)[79]
- Cziráky (ciráki és dénesfalvi) – (Cziráky József; III. Károly magyar királytól magyar grófi címet nyert, 1723. február 21.)[80]
- Czobor (coborszentmihályi) – † (Czobor Bálint báró és gyermekei Ádám, Éva, Judit, Anna; III. Ferdinánd magyar királytól magyar grófi címet nyert, 1652. november 29.)[81]

## D – Dzs
- Degenfeld-Schonburg – (Degenfeld-Schomburg Miksa Keresztély gróf; I. Ferenc magyar királytól magyar indigenátust nyert, 1810. február 8.)[82]
- De la Motte (Jolly des AULNOIS-i) (De la Motte Antal gróf, francia ezredes; II. Lipót magyar királytól magyar indigenátust nyert, 1790/1. évi 73. t.-cikkel)[83]
- De la Roche Dallery – (Lucas de la Roche Dallery Péter; I. Lipót magyar királytól magyar indigenátust nyert, 1688. március 22.)[84]
- Delisimunovich (radoicsicsi és kosztanyeváci) – (Delissimonouicz Ferenc Kristóf; I. József magyar királytól magyar grófi címet nyert, 1708. április 17.)[85]
- Desfours (monti és athienvillei) – † (Desfours Ferenc gróf, és fiai; I. Ferenc magyar királytól magyar indigenátust nyertek, 1804. május 11.)[86]
- Dessewffy (cserneki és tarköi) – (Dessewffy József, altábornagy; Mária Terézia magyar királynőtől magyar grófi címet nyert, 1754. december 20.)[87]
- Dezasse (de Petit-Verneuil) – (Dezasse Antal báró, kamarás, Dezasse Ferenc báró, nehézlovassági főhadnagy; I. Ferenc magyar királytól, 1812. november 20.)[88]
- Dietrichstein – (Dietrichstein János Ferenc Gottfried gróf; Mária Terézia magyar királynőtől magyar indigenátust nyert, 1742. március 4.)[89]
- Dőry (jobaházi) – (Dőry Ferenc, aranysarkantyús lovag, kamarás, Zemplén vármegye főispánja; Mária Terézia magyar királynőtől magyar grófi címet nyert, 1766. március 11.)[90]
- Draskovich (trakostyáni) – (Draskovich János, aranysarkantyús vitéz, királyi tanácsos; II. Ferdinánd magyar királytól magyar grófi címet nyert, 1635. szeptember 4.)[91]

## E, É
- Edelsheim-Gyulai (marosnémeti és nádaskai) – (Edelsheim-Gyulai Lipót; I. Ferenc József magyar királytól magyar grófi címet nyert, 1906. június 1.)[92]
- Edling – (Edling Rudolf gróf, érsek; Mária Terézia magyar királynőtől magyar indigenátust nyert, 1774. augusztus 24.)
- [93]
- Eltz-Kempenich – (Eltz-Kempenich Hugó Ferenc gróf kanonok; III. Károly magyar királytól magyar indigenátust nyert, 1734. december 31.); (Eltz-Kempenich Fülöp Károly és Eltz-Kempenich Anselm Kázmér grófok; Mária Terézia magyar királynőtől magyar indigenátust nyert, 1741. január 4.)[94]
- Erdődy (monyorókeréki és monoszlói) – (Erdődy Péter, horvát bán, és gyermekei Erdődy Tamás, Péter, Anna, Margit; Miksa magyar királytól magyar grófi címet nyert, 1565. október 11.); (Erdődy Tamás horvát bán, és Péter testvérek; Rudolf magyar királytól grófi cím megerősítést nyernek, 1580. február 26.)[95]
- Edvy (angolszász) Mária Terézia angol királynőtől kapott főnemesi (őrgrófi) rangot, melyet mai napig őriz. A család Nemes Edvei Edvy néven az 1320-as évek elejétől fellelhetőek iratokban.
- Esterházy (galanthai) – (Esterházy Miklós, Bereg, Zólyom, Sopron vármegye főispánja, nádor; II. Ferdinánd magyar királytól magyar grófi címet nyert, 1626);[96] (Esterházy Antal, Esterházy István, Esterházy Sándor, Esterházy János; III. Károly magyar királytól magyar grófi címet nyertek, 1715. május 19.);[97] (Esterházy Péter, magyar grófi címet nyert; 1719. október 19.);[98] (Esterházy László, Esterházy János; III. Károly magyar királytól magyar grófi címet nyertek, 1721. december 7.)[99]

## F
- Fáy (fáji) – (Fáy Ágoston, tanácsos, Bereg vármegye főispáni adminisztrátora; I. Ferenc magyar királytól magyar grófi címet nyert, 1808. december 30.)[100]
- Fekete (galántai) – (Fekete György, királyi személynök, Arad vármegye főispánja; Mária Terézia magyar királynőtől magyar grófi címet nyert, 1758. november 26.)[101]
- Ferraris – (Ferraris József gróf, felesége herceg Ursel Henriette és leánya Ferraris Mária (a majdani gróf Zichy Ferencné; I. Ferenc magyar királytól magyar indigenátust nyertek, 1792. március 17.)[102]
- Festetics (tolnai) – (Festetics Pál, alezredes, Baranya vármegye főispánja, és fivére, Festetics Károly; Mária Terézia magyar királynőtől magyar grófi címet nyert, 1766. november 5.);[103] (Festetics Pál, a Magyar Kamara alelnöke; Mária Terézia magyar királynőtől magyar grófi címet nyert, 1772. február 24.) grófi cím;[104] Festetics Ágoston, fivére Festetics Dénes és Sámuel; Ferenc József magyar királytól magyar grófi címet nyert, 1874. április 23)[105]
- Folliot de Creneville-Poutet – (Creneville-Folliot (de Peutet) Lajos normandiai gróf; I. Ferenc magyar királytól magyar indigenátust nyert, 1827. (44. t.-cz.)[106]
- Forgách (gyimesi és gácsi) – (Forgách Ádám, szécsényi főkapitány, Borsod vármegye főispánja, Forgách János Zsigmond, Borsod vármegye főispánja kamarásmester; III. Ferdinánd magyar királytól magyar grófi címet nyert, 1640. május 12.);[107] Forgách Ferenc, Bars vármegye főispánja, szécsényi kapitány; III. Ferdinánd magyar királytól magyar grófi címet nyert, 1647. március 20.);[108] (Forgách András; I. Lipót magyar királytól magyar grófi címet nyert, 1675. május 4.);[109] (Forgách Ferenc, magyar grófi címet nyert; III. Károly magyar királytól, 1719. március 12.)[110]
- Forray (soborsini) – † (Özvegy báró Forray Andrásné gróf Brunsvick Julia és gyermekei Forray János és Forray Julia magyar; V. Ferdinánd magyar királytól magyar grófi címet nyertek, 1847. július 16.)[111]
- Földváry (tancsi) – † (Földváry Ferenc; Mária Terézia magyar királynőtől magyar grófi címet nyert, 1755. február 15.)[112]
- Frangipani – † (Frangipani Duim Antal gróf; III. Károly magyar királytól magyar indigenátust nyert, 1738. január 30.)[113]
- Frimont (palotai) – (Frimont János, felesége, Mitterspacher Katalin, gyermekei Frimont Albert és Teodóra; V. Ferdinánd magyar királytól magyar grófi címet nyert, 1828. augusztus 27.)[114]

## G, Gy
- Gatterburg (rätzi) – (Gatterburg József, felesége gróf Vetter Mária és gyermekei, II. Ferdinánd magyar királytól szerzett nemeslevele megerősítést kapott; 1800. február 17.)[115]
- Gondrecourt – (Gondrecourt Ádám gróf; III. Károly magyar királytól magyar indigenátust nyert, 1722. július 11.)[116]
- Gonzell – (Gonzell Péter Antal, apát, fivérei, Gonzell János, Kelemen, Ferenc, burgundiai nemesek; I. Lipót magyar királytól magyar grófi címet nyert, 1695. december 21.)[117]
- Gozze (Gucetich) – (trebinjei , popovói, valjevói, zarinai és mosztári) – (Goze Lukács, raguzai szenátor, követ; I. Lipót magyar királytól magyar grófi címet nyert, 1687. április 23.)[118]
- Grassalkovich (gyaraki) – (Grassalkovich Antal, budai kerület koronaügyésze; Mária Terézia magyar királynőtől magyar grófi címet nyert, 1743. április 5.)[119]
- Guidi-Bagni – (Guidi-Bagni Scipio gróf, ezredes; I. Lipót magyar királytól magyar indigenátust nyert, 1699. november 27.)[120]
- Gvadányi – † (Alessandro de Guadagnis, gróf, a szendrői vár kapitánya; I. Lipót magyar királytól magyar indigenátust nyert, 1688.)[121]
- Győry (radványi) † – (Győry Ferenc; II. József magyar királytól magyar grófi címet nyert, 1785. január 20.)[122]
- Gyulaffy (rátóti) – † (Gyulaffy László; I. Lipót magyar királytól magyar grófi címet nyert, 1693.)[123]
- Gyulai (marosnémeti és nádaskai) – (Gyulai Ferenc báró, udvarhelyi főkapitány; I. Lipót magyar királytól magyar grófi címet nyert, 1701. január 13.)[124]
- Gyulay (gyulai) – (Gyulay Ferenc, Esztergommegye követe, Komárom vármegye első alispánja, Ung megye főispánja; III. Károly magyar királytól magyar grófi címet nyert, 1735. március 30.)[125]
- Gyulai-Javorzik (marosnémeti és nádaskai) – (Gyulai-Jaworzik Adolf; I. Ferenc József magyar királytól magyar grófi címet nyert, 1867. június 29.); grófi cím átruházása Gyulai Samu nyugalmazott altábornagytól)[126]
- Gyürky (losonci) – (Gyürky Ábrahám, főhadnagy, kamarás; I. Ferenc József magyar királytól magyar grófi címet nyert, 1867. január 16.)[127]

## H
- Hadik (futaki) – (Hadik András, lovassági tábornok, a budai vár parancsnoka; Mária Terézia magyar királynőtől magyar grófi címet nyert, 1763. május 20.)[128]
- Hadik-Barkóczy (futaki, szalai és tavarnai) – (Hadik Endre gróf, mint a nagyapja, néhai szalai gróf Barkóczy János által alkotott hitbizomány haszonélvezője, I. Ferenc József magyar királytól, 1887. július 17-én a futaki és szalai gróf Hadik-Barkóczy kettős név viselésére engedélyt kapott.)[129]
- Haister – (Haister Sigbert, gróf, tábornokmagyar; I. Lipót magyar királytól magyar indigenátust nyert, 1695. november 12.)[130]
- Haller (hallerkői) – (Haller István fiai, Haller Gábor, Haller János és Haller László; III. Károly magyar királytól magyar grófi címet nyertek, 1713. január 15.)[131]
- Hamilton – † (Hamilton Jakab gróf; III. Károly magyar királytól magyar indigenátust nyert, 1715. (133. t.-cz.)[132]
- Hardungh – (Hardungh Károly Frigyes milánói lovastiszt; I. Lipót magyar királytól magyar grófi címet nyert, 1688. szeptember 20.)[133]
- Harrach (roraui és thannhauseni) – (Harrach Lénárd báró, királyi főudvarmester és fiai: Lénárd és Theobald, magyar indigenátust nyertek; 1563. (77. t.-cz.); (Harrach János Joachim és Harrach Ferdinánd arquard testvérek, magyar grófi címet nyertek; 1627. július 20.)[134]
- Hartig – (Hartig gróf; Mária Terézia magyar királynőtől magyar indigenátust nyert, 1751. április 20.)[135]
- Hartvigius – (Hartvigius János gróf; I. Lipót magyar királytól magyar indigenátust nyert, 1659. (131. t.-cz.)[136]
- Heisler (Heissler) (heidersheimi) – † (Donat Johann Heißler von Heitersheim, gróf tábornagy; I. Lipót magyar királytól magyar indigenátust nyert, 1695. március 6.)[137]
- Héderváry, Khuen-Héderváry -
- Hennequin – (Hennequin János Károly gróf; I. Ferenc magyar királytól magyar indigenátust nyert, 1827. (44. t.-cz.)[138]
- Herberstein – † (Herberstein gróf, magyar indigenátust nyert; 1609. (77. t.-cz.)[139]
- Herzan (de Harras) – (Herzan Ferenc gróf, bíbornok; I. Ferenc magyar királytól magyar indigenátust nyert, 1799. szeptember 6.)[140]
- Hodicz – † (Hodicz gróf, magyar indigenátust nyert; 1647. (155. t.-cz.)[141]
- Hohenstein – (Hohenstein Henriette, Clodina, Ferenc és Amália grófok; V. Ferdinánd magyar királytól magyar indigenátust nyertek, 1848. május 11.)[142]
- Hohenwart – † (Hohenwart Zsigmond gróf püspök; I. Ferenc magyar királytól magyar indigenátust nyert, 1793. augusztus 29.) [143]
- Hochburg – † (Hochburg János Domonkos gróf; I. Lipót magyar királytól magyar indigenátust nyert, 1699. december 14.)[144]
- Hochepied – (Hochepied Dániel Sándor gróf; Mária Terézia magyar királynőtől magyar indigenátust nyert, 1741. március 12.)[145]
- Horváth-Tholdy (széplaki, nagyszalontai és feketebátori) – (Horváth-Tholdy Lajos; I. Ferenc József magyar királytól magyar grófi címet nyert, 1883. május 22.)[146]
- Hoyos – (Hoyos János Ernő gróf; I. Ferenc magyar királytól magyar indigenátust nyert, 1827. november 23.);[147] (Hoyos Antal gróf; V. Ferdinánd magyar királytól magyar indigenátust nyert, 1843. szeptember 21.)[148]
- Hoyos-Wenckehim – (Hoyos Fülöp gróf, mint a báró Wenckheim József „fási hitbizomány” örököse, az alapító oklevél értelmébe, I. Ferenc József magyar királytól engedélyt nyert a Wenckheim családnév felvételére a Hoyos mellé; 1885. március 25.)[149]
- Hugonnai (szentgyörgyi) – (Horvath-Hugonai Zsigmond, kamarás, aranysarkantyús vitéz; I. Ferenc magyar királytól magyar grófi címet nyert, 1822. június 14.)[150]
- Huldenberg – (Huldenberg Dániel Erasmus, Nagy-Britannia, Braunschweig-Lüneburg rendkívüli követe; III. Károly magyar királytól magyar grófi címet nyert, 1723. március 11.)[151]
- Hunyady (kéthelyi) – (Hunyady János, magyar grófi címet nyert; I. Ferenc magyar királytól magyar grófi címet nyert, 1792. június 6.)[152]
- Huyn – (Huyn Károly és Huyn Hugó grófok; V. Ferdinánd magyar királytól magyar indigenátust nyertek, 1840. (49. t.-cz.)[153]

## I-J
- Illésházy (illésházi) – (Illésházy Miklós, Trencsén vármegye főispánja; I. Lipót magyar királytól magyar grófi címet nyert, 1678. május 27.)[154]
- Ivanovicz (schitari) – (Ivanovich Ferenc, gróf, popuszki kapitány, Körös vármegye főispánja; I. Lipót magyar királytól magyar indigenátust nyert, 1687. augusztus 4.)[155]
- Jankovich (daruvári) – (Jankovich Antal, királyi tanácsos, Pozsega vármegye adminisztrátora; Mária Terézia magyar királynőtől magyar grófi címet nyert, 1772. szeptember 21.)[156]
- Jankovich (pribéri és vuchini) – (Jankovich László, Somogy vármegye főispánja; I. Ferenc József magyar királytól magyar grófi címet nyert, 1885. október 3.)[157]
- Jankovich-Bésán (pribéri, vuchini és dunaszekcsői) – (Jankovich József öreglaki nagybirtokos 1887. decemberében engedélyt nyert I. Ferenc József magyar királytól neve mellé a Bésán név és a család dunaszekcsői előnevének felvételére); (Jankovich-Bésán József unokái, Jankovich-Bésán Endre és Jankovich-Bésán Géza (elsőfokú unokatestvérek) IV. Károly magyar király koronázásakor grófi címet kapott; 1916. december 30.)[158]
- Jergher – (Jergher Károly gróf; I. Lipót magyar királytól magyar indigenátust nyert, 1695. december 4.)[159]
- Jörger – † (Jörger Ferenc Károly gróf; III. Károly magyar királytól magyar indigenátust nyert, 1720. március 10.)[160]

## K
- Kállay (nagykállói) – † (Kállay János, a Tiszántúli Kerületi Tábla elnöke; Mária Terézia magyar királynőtől magyar grófi címet nyert, 1778. március 13.)[161]
- Kálnoky (köröspataki) – (Kálnoky Sámuel, Háromszék fő-királybírája, kincstartó, udvari kancellár; I. Lipót magyar királytól magyar grófi címet nyert, 1697. április 2.)[162]
- Karacsay (válje-szakai) – † (Karacsay András; I. Ferenc magyar királytól magyar grófi címet nyert, 1795. október 1.)[163]
- Karátsonyi (beodrai és karátsonyfalvi) † – (Karátsonyi Guidó; I. Ferenc József magyar királytól magyar grófi címet nyert, 1874. március 14.)[164]
- Károlyi (nagykárolyi) – (Károlyi Sándor, tábornok; III. Károly magyar királytól magyar grófi címet nyert, 1712. április 5.)[165]
- Keglevich (buzini) – (Keglevich János, kamarás; I. Ferenc magyar királytól magyar grófi címet nyert, 1816. február 9.)[166]
- Kemény (magyargyerőmonostori) † – (Kemény Farkas; I. Ferenc magyar királytól magyar grófi címet nyert, 1808. augusztus 12.)[167]
- Kendeffy (malomvízi) – (Kendeffy Gábor, nagybirtokos; IV. Károly magyar királytól magyar grófi címet nyert, 1916. december 30.)[168]
- Keresztes (várhegyi és sárpataki) – † (Sárpataki Márton, grófságot szerzett és nevét Keresztes-re változtatta, majd küküllői főispán lett. Azonban fiúgyermekei nem maradván, a grófi Keresztes nevet sírba vitte 1727-ben)[169]
- Kéry (ipolykéri) – (Kéry János, koronaőr; III. Ferdinánd magyar királytól magyar grófi címet nyert, 1654. szeptember 12.)[170]
- Khevenhüller-Metsch – (Khevenhüller-Metsch János József gróf; Mária Terézia magyar királynőtől magyar indigenátust nyert, 1762. március 28.)[171]
- Khuen-Héderváry (hédervári) – (Khuen-Héderváry János György és Khuen-Héderváry János Jakab; III. Ferdinánd magyar királytól magyar grófi címet nyert, 1630. október 30.)[172]
- Kiessl – † (Kiessl gróf; II. Ferdinánd magyar királytól magyar indigenátust nyert, 1635. (96. t.-cz.)[173]
- Kinsky (wchinitzi és tettaui) – (Kinsky Fülöp József gróf; Mária Terézia magyar királynőtől magyar indigenátust nyert, 1742. március 4.)[174]
- Klobusiczky (klobusici és zétényi) – (Klobusiczky Ferenc, kalocsa-bácsi érsek, Klobusiczky Antal, Zemplén vármegye főispánja, Klobusiczky István; Mária Terézia magyar királynőtől magyar grófi címet nyert, 1753. október 12.)[175]
- Koháry (szitnyai és csábrági) – (Koháry Farkas, Hont vármegye főispánja, Koháry István, Koháry János; I. Lipót magyar királytól magyar grófi címet nyert, 1685. július 15.)[176]
- Koller (nagymányai) † – (Koller Ferenc, a Szent István Rend lovagja, aranysarkantyús vitéz; Mária Terézia magyar királynőtől magyar grófi címet nyert, 1772. február 24.)[177]
- Kollowrat-Krakovszki – (Kollowrat-Krakovszki Ferdinánd, Fülöp és Kajetán grófok; Mária Terézia magyar királynőtől magyar indigenátust nyertek, 1749.január 24.)[178]
- Konczin – (Konczin János gróf; I. Lipót magyar királytól magyar indigenátust nyert, 1681. (28. t.-cz.)[179]
- Konszky (konszchinai és szentdomonkosi) – (Konszky Mihály, Lipót-Vilmos osztrák főherceg kamarásmestere, törökországi követ; III. Ferdinánd magyar királytól magyar grófi címet nyert, 1647. február 9.)[180]
- Konzin – † (Konzin gróf; I. Lipót magyar királytól magyar indigenátust nyert, 1687. (28. t.-cz.)[181]
- Korda (borosjenői) – † (Korda György báró és gyermekei; Mária Terézia magyar királynőtől magyar grófi címet nyert, 1779. július 14.)[182]
- Kornis (göncruszkai) – (Kornis István; III. Károly magyar királytól magyar grófi címet nyert, 1712. október 28.)[183]
- Kottulinszky – (Kottulinszky Ferenc Károly gróf; Mária Terézia magyar királynőtől magyar indigenátust nyert, 1769. július 17.)[184]
- Königsegg – (Königsegg Károly Zsigmond, birodalmi gróf; Mária Terézia magyar királynőtől magyar indigenátust nyert, 1740. szeptember 15.)[185]
- Kuun (osdolai) – (Kun László és Kun István; Mária Terézia magyar királynőtől magyar grófi címet nyert, 1762. május 17.)[186]

## L
- Ladroni Markovics Miklós, dalmát nemes (Ladroni Károly, Sebestyén, és Lajos grófok; I. Lipót magyar királytól magyar indigenátust nyertek, 1698. március 8.)[187]
- Lamberg – (Lamberg Fülöp és József grófok; Mária Terézia magyar királynőtől magyar indigenátust nyertek, 1755. április 7.)[188]
- Lambert – (Lambert Kamill, gróf; I. Ferenc magyar királytól magyar indigenátust nyert, 1792. június 26.).[189]
- Lázár (szárhegyi) – (Lázár Ferenc és gyermekei; I. Lipót magyar királytól magyar grófi címet nyert, 1702. március 9.)[190]
- Leiningen-Westerburg – (Leiningen-Westerburg Ágost és testvérének fia, Leiningen-Westerburg Károly grófok; I. Ferenc magyar királytól magyar indigenátust nyertek, 1833. április 19.)[191]
- Lilienberg – (Lilinberg Valafréd gróf; I. Ferenc magyar királytól magyar indigenátust nyert, 1810. (51. t.-cz.)[192]
- Lymburg – (Lymburg Miksa Vilmos gróf; I. Lipót magyar királytól magyar indigenátust nyert, 1700. március 13.)[193]
- Lindenbergh – (Lindenbergh Gottfrid királyi tanácsos; I. József magyar királytól magyar grófi címet nyert, 1706. március 30.)[194]
- Listhy (köpcsényi és jánosházi) – (Listhy László, fia Listhy György; III. Ferdinánd magyar királytól magyar grófi címet nyert, 1655. június 26.)[195]
- Lodron – (Lodron gróf magyar indigenátust nyert; 1802. (34. t.-cz.)[196]
- Lónyai (nagylónyai és vásárosnaményi) – (Lónyai Menyhért, közös pénzügyminiszter; I. Ferenc József magyar királytól magyar grófi címet nyert, 1871. augusztus 3.);[197] (Lónyay Gábor, Lónyay Elemér; I. Ferenc József magyar királytól, 1896. október 29.);[198] (Lónyay Albert, altábornagy; I. Ferenc József magyar királytól, 1910. július 8.)[199]
- Löwenburg – (Löwenburg Frigyes gróf, Löwenburg János Jakab gróf; I. Lipót magyar királytól magyar indigenátust nyert, 1691. december 12.)[200]
- Lucinus (travinai) – (Lucinus Antal és Lucinus Caesar; I. Lipót magyar királytól magyar indigenátust nyert, 1685. szeptember 15.)[201]

## M
- Majláth (székhelyi) – (Majláth József, királyi tanácsos, kamarás; II. József magyar királytól magyar grófi címet nyert, 1785. május 9.);[202] (Majláth György, Majláth József, kamarás, Majláth István Géza kamarás, Majláth László kamarás, a Szent István Rend lovagja, Majláth Gusztáv Károly a Vaskorona Rend lovagja, erdélyi római katolikus püspök, magyar grófi címet nyert; I. Ferenc József magyar királytól, 1914. július 14.)[203]
- Malenich (korilóci) – (Malenich Sándor Mihály, Malenich András, Malenich Sándor Mihály, Malenich Pál; Mária Terézia magyar királynőtől magyar grófi címet nyert, 1776. július 5.)[204]
- Markovits (spizzai és kisterpesti) – (Markovics Miklós, dalmát nemes, Torontál vármegye táblabírája, felesége, Oeffner de Grünnenthal Mária Anna, fia, Markovits József; I. Ferenc magyar királytól magyar grófi címet nyert, 1769. szeptember 23.)[205]
- Mathaey (plumbói és glaszinaci) – (Matthaey Péter, bosnyák nemes, felesége, Péchy Mária; I. Lipót magyar királytól magyar grófi címet nyert, 1659. november 28.)[206]
- Maygret-Neau (stockemi) – (Maygret et Neau de Stockem Ferenc Vilmos gróf, 1687. április 23. cím megújítása)[207]
- Merci – (Merci Claudius Florimund; III. Károly magyar királytól magyar indigenátust nyert, 1722. április 17.. Ugyanő 1723. augusztus 27. fiává fogadta Arbenteau Antal Ignác Károly Ágost grófot nevének Merci de Argenteau-ra változtatásával.[208]
- Merode – (Merode Erneszt gróf; III. Ferdinánd magyar királytól magyar indigenátust nyert, 1649. (102. t.-cz.)[209]
- Messey (villei) (Messey de Bielle Lajos gróf, kapitány; V. Ferdinánd magyar királytól magyar indigenátust nyert, 1845. július 24.)[210]
- Mickosch (tarródházi) (Mickosch Bernát György gróf; III. Károly magyar királytól magyar indigenátust nyert, 1721. április 25.)[211]
- Migazzi (walli és sonnenthurmi) – (Migazzi Kristóf gróf váci püspök; Mária Terézia magyar királynőtől magyar indigenátust nyert, 1756. július 27.);[212] (Migazzi Mihály Gáspár gróf; Mária Terézia magyar királynőtől magyar indigenátust nyert, 1769. március 4.)[213]
- Mikes (zabolai) – (Mikes Mihály báró; I. Lipót magyar királytól magyar grófi címet nyert, 1696. május 4.)[214]
- Mikó (hídvégi) – † (Mikó Pál; Mária Terézia magyar királynőtől magyar grófi címet nyert, 1755. augusztus 26.);[215] (Mikó Miklós, nagybátyja Mikó Pál és Mikó Vince utódai; Mária Terézia magyar királynőtől, 1772. szeptember 23.)[216]
- Mocenigo – (Mocenigo Alajos gróf; II. Lipót magyar királytól magyar indigenátust nyert, 1804. február 3.) [217]
- Monsfeld (heldrungeni) – (Monsfeld in Heldrungen Ferenc gróf; I. Lipót magyar királytól magyar indigenátust nyert, 1688. július 6.)[218]
- Montecuccoli – (Montecuccoli Hercules Pius gróf; III. Károly magyar királytól magyar indigenátust nyert, 1715. (134. t.-cz.)[219]
- Monterschier – (Monterschier János gróf; I. Lipót magyar királytól magyar indigenátust nyert, 1658. junius 30.)[220]

## N, Ny
- Nádasdy (nádasdi és fogarasföldi) – (Nádasdy Pál báró, Vasmegye főispánja, Dunántuli főkapitány és királyi főudvarmester; II. Ferdinánd magyar királytól magyar grófi címet nyert, 1625. szeptember 23.).[221]
- Nákó (nagyszentmiklósi) – (Nákó Sándor, a Hétszemélyes Tábla esküdtje; I. Ferenc magyar királytól magyar grófi címet nyert, 1813. február 26.)[222]
- Nemes (hídvégi) – (Nemes Ádám, ítélőmester, valamint nejétől Thordai Zsuzsannától született János, László és Zsuzsánna gyermekei; Mária Terézia magyar királynőtől magyar grófi címet nyertek, 1755. február 18.)[223]
- Niczky (nicki) – (Niczky Kristóf, kancelláriai tanácsos, személynöki ítélőmester, a Szent István Rend lovagja; Mária Terézia magyar királynőtől magyar grófi címet nyert, 1765. november 5.)[224]
- Nimpsch – (Nimpsch Gyula Ferenc gróf; III. Károly magyar királytól magyar indigenátust nyert, 1728. április 28.)[225]
- Normann-Ehrenfels – (Normann-Ehrenfels Rezső, nagybirtokos, Normann-Ehrenfels Gusztáv, kamarás, nagybirtokos; I. Ferenc József magyar királytól magyar grófi címet nyert, 1896. június 6.)[226]
- Nugent – (Nugent Lavel gróf, altábornagy; I. Ferenc magyar királytól magyar indigenátust nyert, 1824. október 17.)[227]
- Nyáry (bedegi és berencsi) – (Nyáry Lajos; III. Ferdinánd magyar királytól magyar grófi címet nyert, 1655. június 22.)[228]

## O, Ó
- Ochmuchiewich-Gargurich – † (Ochmuchiewich-Gargurich Admiraus, Péter Damian, Károly Radoszlav és Máté Iveglia grófok; I. Lipót magyar királytól magyar indigenátust nyertek, 1678. november 2.)[229]
- Oppizonis – (Oppizonis Syrius és József gróf; I. Lipót magyar királytól magyar indigenátust nyert, 1686. május 6.)[230]
- Orssich (szlavetichi) – (Orssich Kristóf; I. Lipót magyar királytól magyar grófi címet nyert, 1675. augusztus 9.)[231]
- Otam Arteaga – (Otam Arteaga gróf; I. Lipót magyar királytól magyar indigenátust nyert, 1689. január 23.)[232]
- Otano-Arteaga – (Emanuele Otano-Arteaga; I. Lipót magyar királytól magyar grófi címet nyert, 1690. január 23.)[233]
- Oudaille – (Oudaille Károly gróf; III. Károly magyar királytól magyar indigenátust nyert, 1731. február 23.)[234]

## P
- Paar – (Paar Ferenc gróf; I. Lipót magyar királytól magyar indigenátust nyert, 1655. (119. t.-cz.)[235]
- Palentein – (Palentein János Henrik, birodalmi lovag, ezredes; III. Károly magyar királytól magyar indigenátust nyert, 1725. november 17.)[236]
- Pálffy (erdődi) – (Pálffy István, aranysarkantyús vitéz, pohárnokmester; II. Ferdinánd magyar királytól magyar grófi címet nyert, 1634. február 13.)[237]
- Pálffy-Daun (erdődi) – (Pálffy Nándor Lipót gróf, kire nagyanyja gróf Daun Terézia teanoi hercegnő révén a gróf Daun-féle hitbizomány haszonélevezete szállott, 1853. március 11. kelt legfőbb elhatározással, I. Ferenc József magyar királytól engedélyt nyert a Daun-család nevének és címerének felvételére.[238]
- Patachich (zajezdai) (Patachich Ferenc, kamarás, Patachich Antal, Patachich László; Mária Terézia magyar királynőtől magyar grófi címet nyert, 1763. május 10.)[239]
- Pappchy (aradi) Pappchy Ferenc (1889-1987) katona, Papp János (1923-2002), Pap István (1959-2014)[forrás?]
- Péchy (pécsújfalusi) † – (Péchy József, több vármegye táblabírája; I. Ferenc magyar királytól magyar grófi címet nyert, 1810. november 16.)[240]
- Pejácsevich (verőcei) – (Pejachevich József, Pejachevich Márk, Szerém vármegye főispánja; Mária Terézia magyar királynőtől magyar grófi címet nyert, 1772. július 22.)[241]
- Pejácsevich Mikó (verőcei és hídvégi) – (Gróf Pejacsevich Endre 1898. május 3-án I. Ferenc József magyar királytól engedélyt nyert arra, hogy családnevét anyai nagyatyja, néhai gróf Mikó Imre családnevével egyesíthesse, illetőleg a gróf Pejacsevich-Mikó kettős nevet viselhesse, a verőczei előnév épségben tartása mellett a hidvégi előnév egyidejűleg történt adományozásával)[242]
- Pekry (pekrovinai) – (Pekry Lőrinc, kamarás, királyi tanácsos; I. Lipót magyar királytól magyar grófi címet nyert, 1692. augusztus 8.)[243]
- Pellegriny – (Pellegriny Károly és József grófok; I. Ferenc magyar királytól magyar indigenátust nyert, 1792. június 26.)[244]
- Pellicioli – (Pellicioli Pompilius, Károly, Tamás, János, Jakab, Ferenc és János grófok; I. Lipót magyar királytól magyar indigenátust nyert, 1682. április 15.)[245]
- Pergen – † (Pergen János Antal gróf, cs. kir. kamarás, a Szt.-István rend vitéze, val. b. államtanácsos, és államminiszter; Mária Terézia magyar királynőtől magyar indigenátust nyert, 1771. szeptember 27.)[246]
- Petazzi (schwarzeneggi és castello-novoi) – (Petazzi Benvenuto; II. Ferdinánd magyar királytól magyar indigenátust nyert, 1632. június 19.)[211]
- Petheő (gersei) – (Petheő Zsigmond, felső-magyarországi főkapitány-helyettes; I. Lipót magyar királytól magyar grófi címet nyert, 1666. április 21.)[247] (Petheő János Antal; I. József magyar királytól magyar grófi címet nyert, 1706. december 31.)[248]
- Petrichevich-Horváth (széplaki) – (Petrichevich-Horváth Rezső; I. Ferenc József magyar királytól magyar grófi címet nyert, 1888. szeptember 5.)[249]
- Pongrácz (szentmiklósi és óvári) – (Pongrácz Gáspár; Mária Terézia magyar királynőtől magyar grófi címet nyert, 1743. június 19.)[250]
- Porcia (brugnerai és pratai) – (Porcia János Ferdinánd gróf; I. Lipót magyar királytól magyar indigenátust nyert, 1659. (131. t.-cz.)[251]

## R
- Ráday (rádai) – (Ráday Gedeon, Pest, Nógrád vármegyék táblabírája; II. Lipót magyar királytól magyar grófi címet nyert, 1790. november 18.)[252]
- Radeczky – (Radeczky József cseh gróf; I. Ferenc magyar királytól magyar indigenátust nyert, 1827. (41. t.-cz.)[253]
- Rákóczi (felsővadászi és sárosi) – (I. Rákóczi Ferenc; I. Lipót magyar királytól magyar grófi címet nyert, 1664. szeptember 14.)[254]
- Rattkay (nagytábori) † – (Rattkay Zsigmond, lovaskapitány, Rattkay Ferenc, Rattkay Pál Antal; I. Lipót magyar királytól magyar grófi címet nyert, 1687. december 8.)[255]
- Révay (révai, szklabinai és blatnicai) – (Révay Ferenc, Turóc vármegye főispánja, kamarás; I. Ferenc magyar királytól magyar grófi címet nyert, 1805. január 11.);[256] (Révay Simon, Révay László; IV. Károly magyar királytól magyar grófi címet nyert, 1916. december 30.)[257]
- Reviczky (revisnyei) – (Reviczky Ádám, kamarás, a Magyar Kamara alelnöke; I. Ferenc magyar királytól magyar grófi címet nyert, 1825. szeptember 9.)[258]
- Rhédey (kisrhédei és erdőszentgyörgyi) – (Rhédey Ferenc, Bihar vármegye főispánja, Máramaros vármegye főispánja (majd erdélyi fejedelem), neje iktári Bethlen Druzsina és gyermeke Rhédey László; I. Lipót magyar királytól magyar grófi címet nyert, 1659. június 13.)[259] (Rhédey József, László, János, Mihály, Pál, Zsigmond; Mária Terézia magyar királynőtől magyar grófi címet nyertek, 1744. november 13.)[260] (Rhédey József; Mária Terézia magyar királynőtől magyar grófi címet nyert, 1744. november 13.);[260] (Rhédey Lajos, a Lipót Rend lovagja, kamarás; I. Ferenc magyar királytól, 1808. október 28.)[261]
- Ricejardii – (Ricejardii gróf; I. Lipót magyar királytól magyar indigenátust nyert, 1682.)[262]
- Rindsmaul (borneki) – (Rindsmaul Wolfgang Róbert, Wolfgang Albert, Kristóf Honorius, Ottó Lajos; I. Lipót magyar királytól magyar indigenátust nyert, 1682. július 5.)[263]
- Rosetti – (Rosetti Miklós gróf, és leányai; III. Károly magyar királytól magyar indigenátust nyertek, 1733. február 25.).[264]

## S, Sz
- Salis – (Salis Rudolf gróf; I. Ferenc magyar királytól magyar indigenátust nyert, 1831. február 22.)[265]
- Salm – (Salm Antal gróf; Mária Terézia magyar királynőtől magyar indigenátust nyert, 1765. április 10.)[266])
- Salvatori – (Salvatori Horác gróf; I. Lipót magyar királytól magyar indigenátust nyert, 1695. június 17.)[267]
- Sándor (szlavnicai és bajnai) † – (Sándor Antal, a Szent István Rend lovagja, kamarás; II. József magyar királytól magyar grófi címet nyert, 1787. augusztus 27.)[268]
- Sauer – (Sauer Kajetán gróf; Mária Terézia magyar királynőtől magyar indigenátust nyert, 1765. (47. t.-cz.)[269]
- Saurau – (Saurau Rajmund gróf; II. József magyar királytól magyar indigenátust nyert, 1785. április 5.);[270] (Saurau Ferenc gróf; I. Ferenc magyar királytól magyar indigenátust nyert, 1797. február 10.)[271]
- Schallenberg – (Schallenberg Kristóf gróf; I. Lipót magyar királytól magyar indigenátust nyert, 1688. január 25) [272]
- Schlik (bassanói és weiskircheni) – (Schlik grófok, magyar indigenátust nyertek)[273]
- Schmidegg (sárladányi) – (Schmidegg Frigyes; III. Károly magyar királytól magyar grófi címet nyert, 1738. február 7.)[274]
- Schönborn – (Schönborn Lothár Ferenc, Schönborn Frigyes Károly(wd), Schönborn Ferenc Ernő, Schönborn Frigyes Jenő grófok; III. Károly magyar királytól magyar indigenátust nyertek, 1729. január 20.);[275] (Schönborn Jenő Ervin(wd) gróf,; Mária Terézia magyar királynőtől magyar indigenátust nyert, 1764. július 11.)[276]
- Schwachheim – (Schwachheim József Péter, királyi tanácsos, Schwachheim Gábor Ferenc; Mária Terézia magyar királynőtől magyar grófi címet nyert, 1767. április 15.)[277]
- Segur – (Segur Ágost gróf, tábornok; I. Ferenc magyar királytól magyar indigenátust nyert, 1831. február 22.)[278]
- Seilern – (Seilern grófok; III. Károly magyar királytól magyar indigenátust nyertek, 1715)[279]
- Semsey (semsei) – (Semsey László; I. Ferenc József magyar királytól magyar grófi címet nyert, 1907. augusztus 25.)[280]
- Sennyey (kissenyei) – (Sennyey Imre, kamarás, a Pálffy Rudolf-ezred ezredese; Mária Terézia magyar királynőtől magyar grófi címet nyert, 1767. január 27.);[281] (Sennyey Béla, Sennyey Géza; I. Ferenc József magyar királytól, 1916. december 30.)[282]
- Serényi (kisserényi) – (Serényi Gábor; III. Ferdinánd magyar királytól magyar grófi címet nyert, 1656. április 7.)[283]
- Sermage (szomszédvári és medvegrádi) – (Sermage Péter; Mária Terézia magyar királynőtől magyar indigenátust nyert, 1749. december 9.)[284]
- Sigray (felső- és alsósurányi) – (Sigray Károly, királyi tanácsos, a Hétszemélyes Tábla esküdtje, Somogy vármegye főispánja; Mária Terézia magyar királynőtől magyar grófi címet nyert, 1780. április 21.);[285]
- Sigray-Saint Marsan (felső- és alsósurányi) – (Sain-Marsan József, aki Sain-Marsan gróf és gróf Sigray Borbála fia, I. Ferenc József magyar királytól, 1867. október 23-án engedélyt nyert neve elé a Sigray név felvételére)[286]
- Siskovics – (Siskovics József, királyi tanácsos, az Udvari Haditanács tanácsosa, a Mária Terézia Rend lovagja, gyalogsági tábornok; Mária Terézia magyar királynőtől magyar grófi címet nyert, 1775. október 13.)[287] (Siskovics Imre; II. József magyar királytól, 1783. október 10.)[288]
- Somogyi (medgyesi) (Somogyi József kamarás, magyar grófi címet nyert; II. Ferdinándtól, 1816. július 7.)[289]
- Somssich (saárdi) – (Somssich Pongrác, a Szent István Rend lovagja, államtanácsos, Baranya vármegye főispánja; V. Ferdinánd magyar királytól magyar grófi címet nyert, 1845. május 3.)[290]
- Soro – (Soro János gróf; I. Ferenc magyar királytól magyar indigenátust nyert, 1792. november 11.)[291]
- Souches – (Souches Károly-József; I. Lipót magyar királytól magyar grófi címet nyert, 1723. április 13.)[292]
- Spannochi – (Spannochi Lipót, a Hessen-Homburg magyar huszárezred őrnagya; I. Ferenc magyar királytól magyar indigenátust nyert, 1825. február 25.)[293]
- Stainlein-Saalenstein (Stainlein de Saalenstein János; I. Lajos bajor királytól magyar indigenátust nyert, 1830. május 31., bajor grófi cím) 1842-ben V. Ferdinánd magyar királytól szerzett magyar nemességet (indigenátust)[294]
- Starhemberg (Starhemberg Gundaker-Tamás; III. Károly magyar királytól magyar indigenátust nyert, 1723. június 3.)[295]
- Stella – (Stella Rochus gróf; III. Károly magyar királytól magyar indigenátust nyert, 1715. (133. t.-cz.)[296]
- Sternberg (sarawenzai és hohen-friedebergi) – (Sternberg Vratiszláv gróf; I. Lipót magyar királytól magyar indigenátust nyert, 1687.) [297]
- Stockhammern – (Stockhammern József gróf és gyermekei Ferenc, Ignác, Antónia és Róza; II. József magyar királytól magyar indigenátust nyert, 1780. december 9.)[298]
- Stubenberg – (Stubenberg Gusztáv és gyermekei; V. Ferdinánd magyar királytól magyar indigenátust nyertek, 1844. október 3.)[299]
- Stürmer – (Stürmer Bertalan, a Szent István Rend lovagja, külföldi érdemrendek birtokosa, tanácsos, követ az Ottomán Portánál; I. Ferdinánd magyar királytól magyar grófi címet nyert, 1842. november 17.)[300]
- Szapáry (muraszombati, széchyszigeti és szapári) – (Szapáry Miklós, Szapáry Péter, aranysarkantyús vitéz; III. Károly magyar királytól magyar grófi címet nyert, 1722. december 28.)[301]
- Széchényi (sárvár-felsővidéki) – (Széchényi György; I. Lipót magyar királytól magyar grófi címet nyert, 1697. március 30.)[302]
- Széchényi-Erdődy (sárvár-felsővidéki, monyorókeréki és monoszlói) – (Gróf Széchenyi Miklós herénysenyefai lakos 1927. okt. belügyminiszteri engedélyt nyert arra, hogy grófi rangjának és előnevének épségben tartása mellett nevét Széchényi-Erdődy alakban viselhesse.)[303]
- Széchényi-Wolkenstein (sárvár-felsővidéki) – (Gróf Széchenyi Ernő 1916. október 3. engedélyt nyert fenti kettős családnév használatára)[304]
- Szécsen (temerini) – (Szécsen Sándor, Szent István Rend lovagja, tanácsos, Kőrös vármegye főispánja; I. Ferenc magyar királytól magyar grófi címet nyert, 1811. június 5.)[305]
- Széchy (rimaszécsi és felsőlendvai) † – (Széchy Dénes, kamarásmester, győri főkapitány; I. Ferdinánd magyar királytól magyar grófi címet nyert, 1645. augusztus 28.)[306]
- Székely (borosjenői) – † (Székely Ádám és Székely Mózes; I. Lipót magyar királytól magyar grófi címet nyert, 1702. március 9.)[307]
- Szirmay (szirmabessenyői, cserneki és tarkői) – (A család grófi ága a Dessewffy családból történt örökbefogadás által keletkezett: az 1711-ben elhalt Szirmay István gyermektelen lévén, testvérének, Buttkai Andrásnak leányától, Dessewffy Ádámnétól született unokáját, cserneki Dessewffy Tamást örökbe fogadta, aki ezután felvévén a Szirmay nevet, családját ezen a néven folytatta tovább)[308]
- Szluha (ikladi) – (Szluha János, Szluha István; Rudolf magyar királytól magyar grófi címet nyert, 1593. január 19.);[309] (Szluha György, Komárom, és több megyei nemesek felkelő seregének parancsnoka; Mária Terézia magyar királynőtől, 1743. április 13.)[310]
- Szögyény-Marich (magyarszögyényi és szolgaegyházi) – (Szőgyény-Marich László nagykövet; I. Ferenc József magyar királytól magyar grófi címet nyert, 1910. április 17.)[311]
- Sztáray (nagymihályi és sztárai) – (Sztáray Imre, Ung vármegye főispánja; Mária Terézia magyar királynőtől magyar grófi címet nyert, 1747. április 6.)[312]
- Szunyogh (jeszenicei és budetini) – (Szunyogh Gyula; I. Lipót magyar királytól magyar grófi címet nyert, 1669. október 27.)[313]
- Szvetics (nemesságodi és velikei) † – (Szvetics Jakab, a Szent István Rend lovagja, Pest-Pilis-Solt vármegye főispánja, személynök; Mária Terézia magyar királynőtől magyar grófi címet nyert, 1780. április 14.)[314]

## T, Ty
- Taaffe – (Taaffe Lajos gróf, udvari kamarai alelnök; I. Ferenc magyar királytól magyar indigenátust nyert, 1829. február 6.)[315]
- Takács-Tolvay (kisjókai és köpösdi) – (Takács-Tolvay József, százados, Takács-Tolvay István főhadnagy, magyar grófi címet nyert; I. Ferenc József magyar királytól, 1905. február 17.)[316]
- Teleki (széki) – (Teleki Mihály; magyar grófi címet nyert 1685.;[317] halála után gyermekei ismét grófi rangot nyertek I. Lipót magyar királytól, 1696. december 1.)[318]
- Tarnow – (Tarnow Péter, Pál és János grófok; I. Lipót magyar királytól magyar indigenátust nyertek, 1655. június 24.)[319]
- Thierhaimb – (Thierhaimb Ferenc, és Thierhaimb Sebestyén; III. Károly magyar királytól magyar indigenátust nyert, 1722. szeptember 6.)[320]
- Thoroczkai (torockószentgyörgyi) – (Thorotzkai Zsigmond; Mária Terézia magyar királynőtől magyar grófi címet nyert, 1757. szeptember 19.)[321]
- Thoso (hochi) – (Thoso Hieronimus; III. Ferdinánd magyar királytól magyar indigenátust nyert, 1653. október 8.)[322]
- Thököly (késmárki) – (Thököly István, Árva vármegye főispánja; III. Ferdinánd magyar királytól magyar grófi címet nyert, 1654. november 7.)[323]
- Thurzó (bethlenfalvi) – (Thurzó György; Rudolf magyar királytól magyar grófi címet nyert, 1607. június 15.)[324]
- Tige – (Tige József gróf; I. Ferenc magyar királytól magyar indigenátust nyert, 1825. december 26.)[325]
- Toldalagi (nagyercsei és gelencei) – (Toldalagi Mihály és gyermekei; Mária Terézia magyar királynőtől magyar grófi címet nyertek, 1744. november 13.)[326]
- Tisza (borosjenői és szegedi) – (Tisza Lajos, titkos tanácsos, szegedi királyi biztos; I. Ferenc József magyar királytól magyar grófi címet nyert, 1883. december 22.);[327] (Tisza István, ifj. Tisza Kálmán, Tisza Lajos, magyar grófi címet nyertek; I. Ferenc József magyar királytól, 1897. február 16.)[328]
- Tholdy (nagyszalontai és feketebátori) – (Tholdy Ádám; Mária Terézia magyar királynőtől magyar grófi címet nyert, 1755. augusztus 26.)[329]
- Tolvay (köpösdi) – (Tolvay János, aranysarkantyus vitéz, a hétszemélyes tábla birót; Mária Terézia magyar királynőtől magyar grófi címet nyert, 1754. április 3.)[330]
- Tonso (dobori) – (Tonso Scipió gróf; I. Lipót magyar királytól magyar indigenátust nyert, 1687. október 7.)[331]
- Török (szendrői) – (Török József, királyi tanácsos; Mária Terézia magyar királynőtől magyar grófi címet nyert, 1774. december 28.)[332]
- Trauttmansdorff (Trauttmansdorff Johann David, és Trauttmansdorff Johann Maximilian; II. Ferdinánd magyar királytól magyar indigenátust nyert, 1623. december 1.; magyar indigenátus (1625.)[333] (gen.)
- Turinetti (briei és pancalieri) – (Turinetti Herkules gróf; I. Lipót magyar királytól magyar indigenátust nyert, 1695. október 19.)[334]

## U, Ü
- Ujfalusy (divékújfalusi) – (Újfalussy Károly; Mária Terézia magyar királynőtől magyar grófi címet nyert, 1745. szeptember 6.)[335]
- Uhlfeld – (Uhlfeld Antal, udvari kancellár; Mária Terézia magyar királynőtől magyar indigenátust nyert, 1753. május 2.)[336]
- Ungnád (weissenwolfi) – (Ungnad Ádám, az 1563. évi 77. törvénycíkben magyar honfiusitást nyert)[337]
- Üchtritz-Amadé (várkonyi) – (Üchtritz-Amade Emil, felesége Üchtritz Viktória, fiuk Emil; I. Ferenc József magyar királytól magyar grófi címet nyert, 1903. március 23.)[338]

## V, W
- Vay (vajai és luskodi) – (Vay Ábrahám, kamarás, Bereg vármegye főispáni adminisztrátora; I. Ferenc magyar királytól magyar grófi címet nyert, 1830. szeptember 11.)[339]
- Vechy – (Vechy Gábor gróf, tábornok; I. Lipót magyar királytól magyar indigenátust nyert, 1695. március)[340]
- Veterani-Marsichi – (Veterani-Marsichi Gyula gróf; III. Károly magyar királytól magyar indigenátust nyert, 1714. április 24.)[341]
- Vécsey (hernádvécsei és hajnácskői) – (Vécsey Ágoston, a Mária Terézia Rend lovagja, kamarás, főstrázsamester, magyar grófi címet nyert; I. Ferenc magyar királytól,1813. április 17.)[342]
- Viczay (lósi és hédervári) – (Viczay Jób Keresztély; III. Károly magyar királytól magyar grófi címet nyert, 1723. május 14.)[343]
- Vigyázó (bojári) – (Vigyázó Sándor, nagybirtokos; I. Ferenc József magyar királytól magyar grófi címet nyert, 1895. június 25.)[344]
- Vilana-Perlas – (Vilana-Perlas Rajmund gróf; III. Károly magyar királytól magyar indigenátust nyert, 1728. július 17.)[345])
- Vojkffy (klokochi és trebinjei) – (Vojkffy Zsigmond, és Vojkffy Kristóf; Mária Terézia magyar királynőtől magyar grófi címet nyert, 1763. május 24. [346]
- Waldstein – (Waldstein Ádám gróf, 1635-ben, ki 1606-ban a bécsi békekötést is aláírta, kapta a magyar honfiusítást)[347]
- Wallis (karighmaini) – (Wallis grófok; III. Károly magyar királytól magyar indigenátust nyert, 1732. november)[348]
- Van Dernath – † (Van Dernath Gotthárd gróf; Mária Terézia magyar királynőtől magyar indigenátust nyert, 1741. május 29.)[349]
- Wartensleben (exteni) – (Wartensleben Vilmos gróf tábornok; II. Lipót magyar királytól magyar indigenátust nyert, 1791. június 27.)[350]
- Wass (cegei és szentegyedi) – (Wass Miklós és gyermekei; Mária Terézia magyar királynőtől magyar grófi címet nyert, 1744. november 13.)[351]
- Wenckheim – (Wenckheim József, tábornok; I. Ferenc magyar királytól magyar grófi címet nyert, 1802. április 9.)[352]
- Wesselényi (hadadi és murányi) † – (Wesselényi Miklós füleki, szendrői, murányi, putnoki főkapitány; II. Ferdinánd magyar királytól magyar grófi címet nyert, 1646. április 23.)[353]
- Wilczek (hultsini és gutenlandi) – (Wilczek Henrik Vilmos gróf, kamarás, udvari haditanácsos, altábornagy; III. Károly magyar királytól magyar indigenátust nyert, 1715. (134. t.-c.)[354]
- Wimpffen – (Wimpffen Siegfried, földbirtokos; I. Ferenc József magyar királytól magyar indigenátust nyert, 1902. október 3.)[355]
- Wolkenstein-Trostburg – (Wolkenstein-Trostburg Gáspár gróf; Mária Terézia magyar királynőtől magyar indigenátust nyert, 1765. szeptember 29.)[356]
- Woracziczky (pabienici) – (Woracziczky János, kamarás, országgyűlési képviselő; I. Ferenc József magyar királytól magyar grófi címet nyert, 1914. február 1.)[357]

## Z, Zs
- Zay (csömöri) – (Zay Imre, kamarás; I. Ferenc magyar királytól magyar grófi címet nyert, 1830. november 12.)[358]
- Zedtwitz (moraváni és duppaui) (Zedtwitz Kurt, kamarás; I. Ferenc József magyar királytól magyar grófi címet nyert, 1891. november 25.)[359]
- Zerdahelyi (nyitraszerdahelyi) – (Zerdahelyi Pál, Esztergom vármegye főispáni adminisztrátora, a Helytartótanács tanácsosa, a Szent István Rend lovagja; I. Ferenc magyar királytól magyar grófi címet nyert, 1802. július 2.);[360] (Zerdahelyi Viktor, Zerdahelyi Pál, Esztergom vármegye adminisztrátora; V. Ferdinánd magyar királytól magyar grófi címet nyert, 1837. február 9.)[361]
- Zichy (zicsi és vázsonykői) – (Zichy István, az udvari kamara elnöke; I. Lipót magyar királytól magyar grófi címet nyert, 1679. augusztus 21)[362]
- Zichy–Ferraris (zicsi és vázsonykői) – † (Zichy Ferenc gróf, a "Zichy-Ferraris" nevet vette fel, felesége után Ferraris Mária grófnő után; 1839. kelt legf. engedélylyel)[363]
- Zinzendorf – (Zinzendorf János Weichard Mihály Vencel gróf; I. Lipót magyar királytól magyar indigenátust nyert, 1700. április 29.)[364]
- Zrínyi (zrínvári)
- Zselénszky (Zelenski) – (Zselénszky Róbert, országgyűlési képviselő; I. Ferenc József magyar királytól magyar grófi címet nyert, 1899. szeptember 28.)[365]